# 조진선

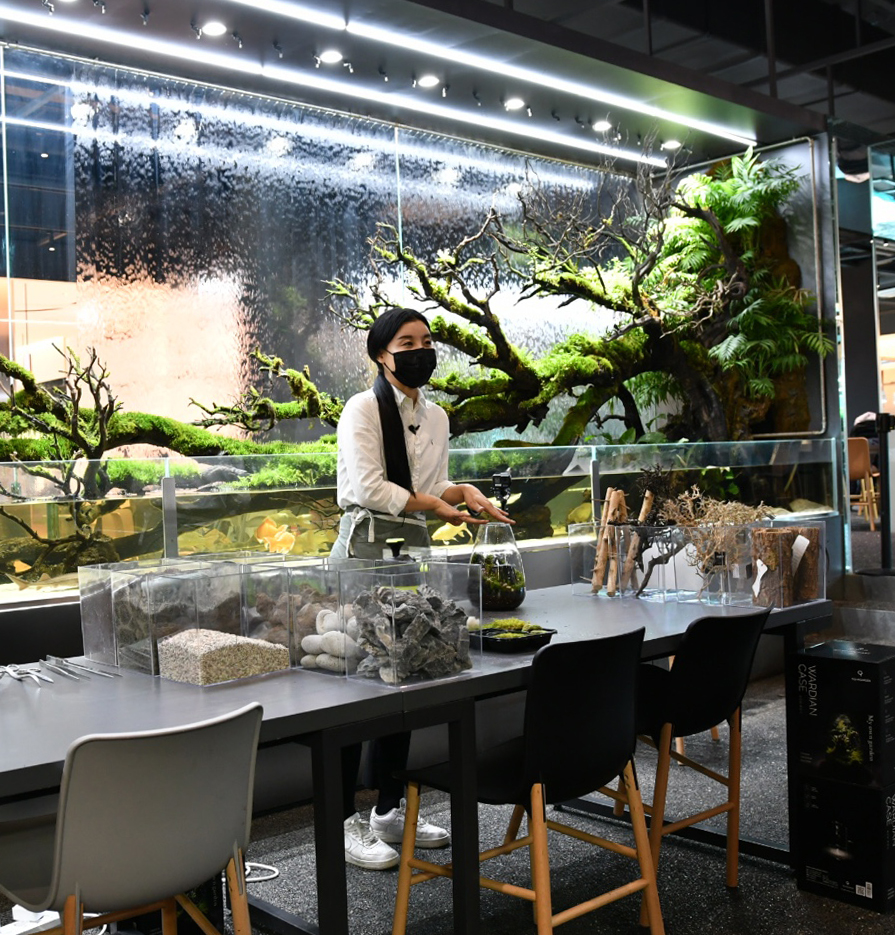

이솔 조진선은 대한민국의 최초 여성 아쿠아스케이퍼(수경예술작가)이다. 작가 활동명은 이솔이다.

## 생애
경기도 양주에서 아버지 조영산의 슬하 3녀중 차녀로 태어났다.
SASADA에서 의상디자인을 전공했으며 대한민국 최초 여성 아쿠아스케이퍼로 활동하고 있다.
2019년 한국수경예술학회 창단 멤버이며 현재 숨 미술학원 원장을 역임하고 있다.
2013년 건강관리사 최범진과 결혼하였다.

## 주요 작품

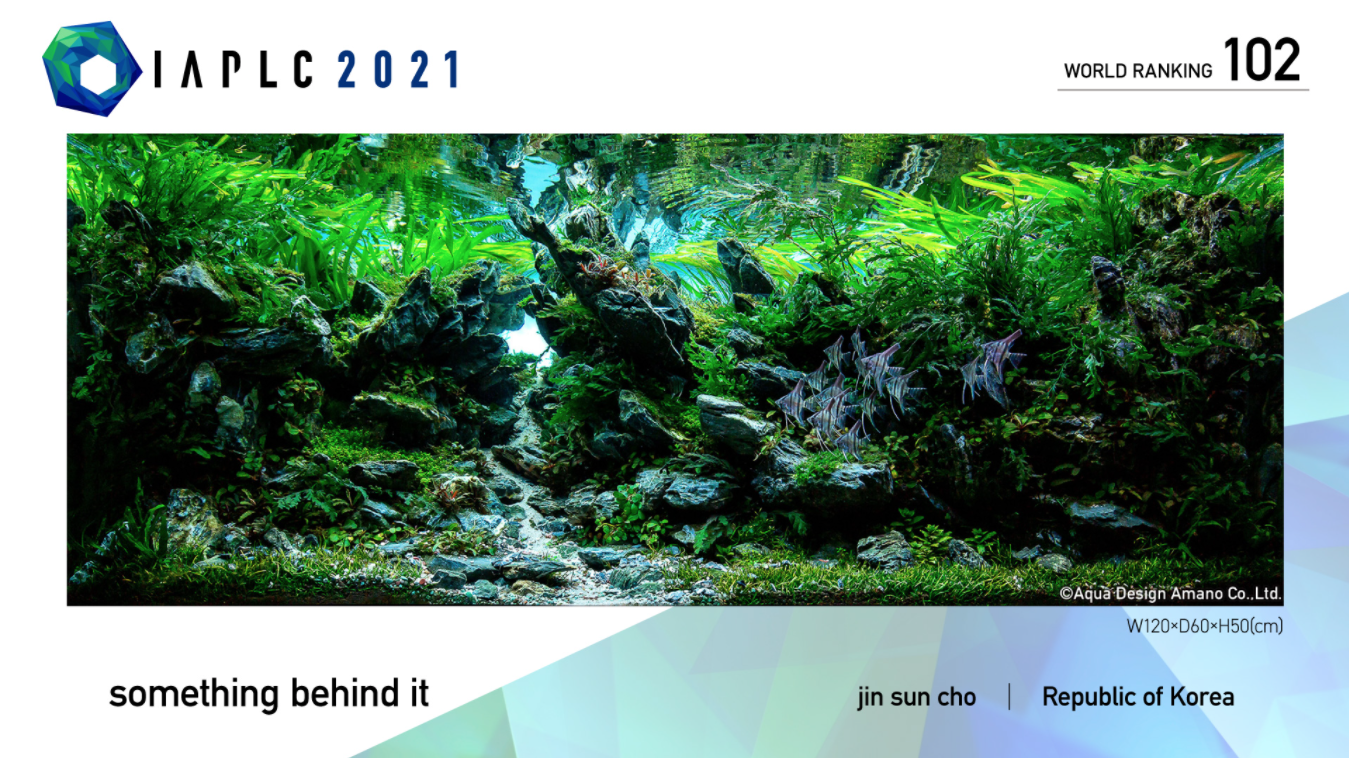

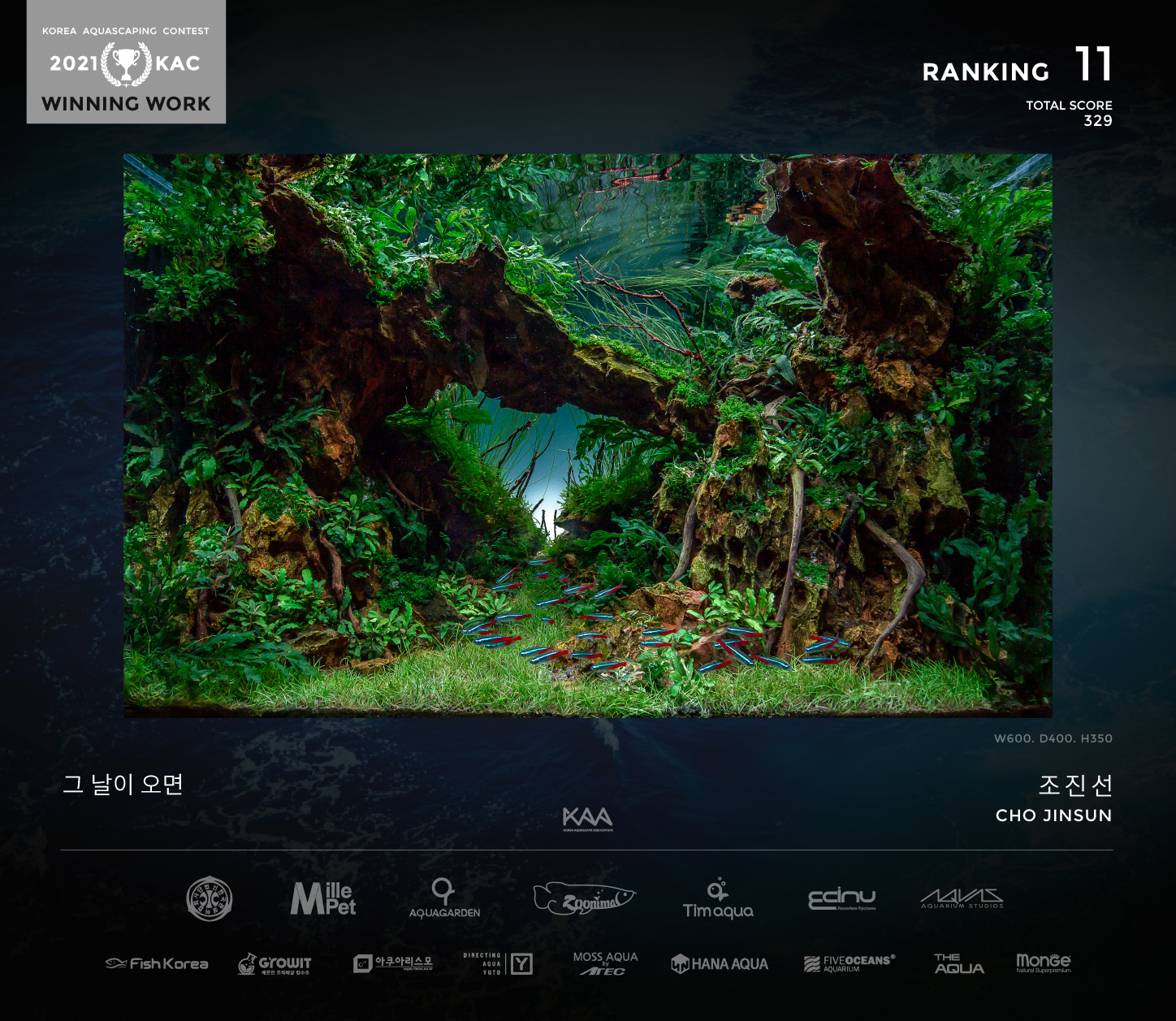

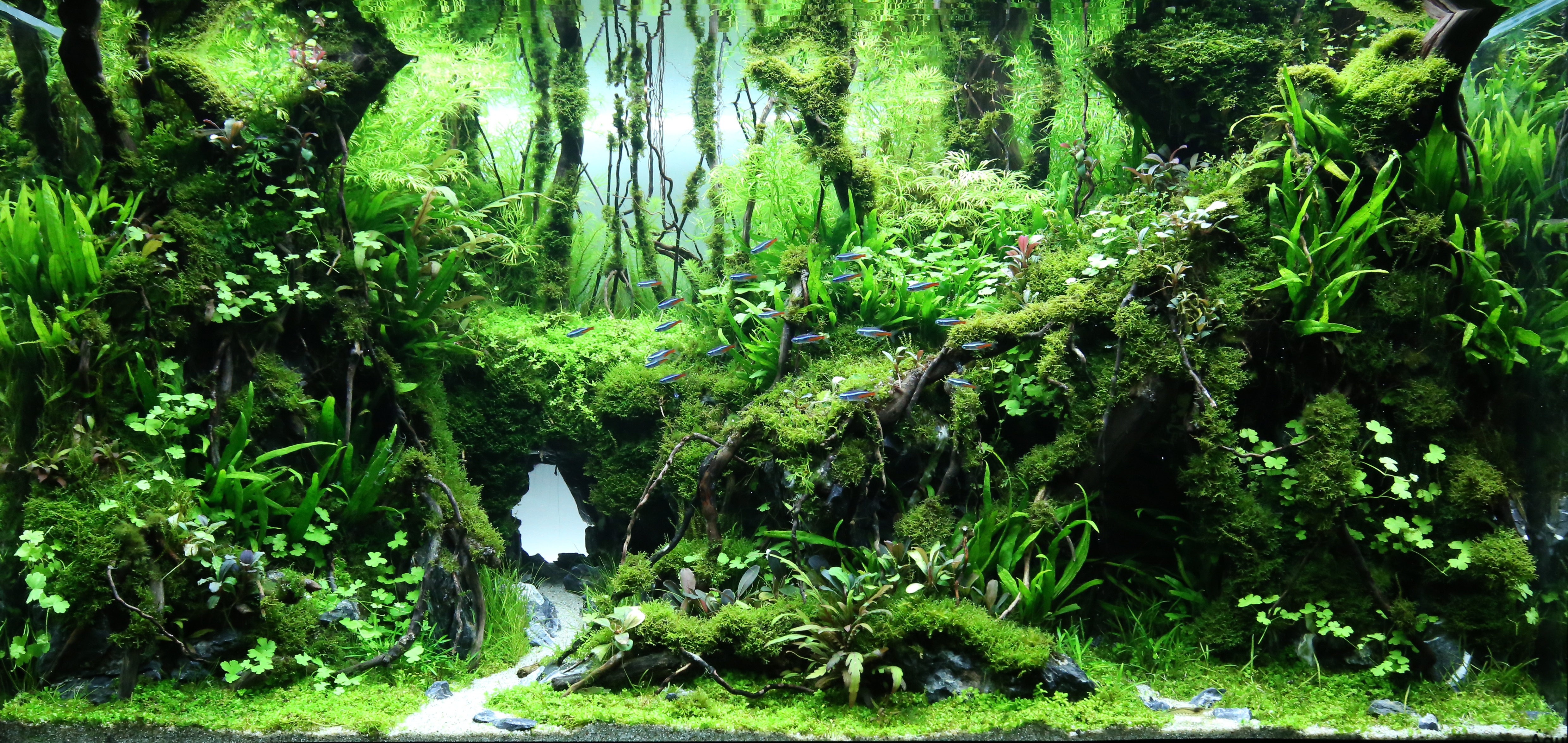

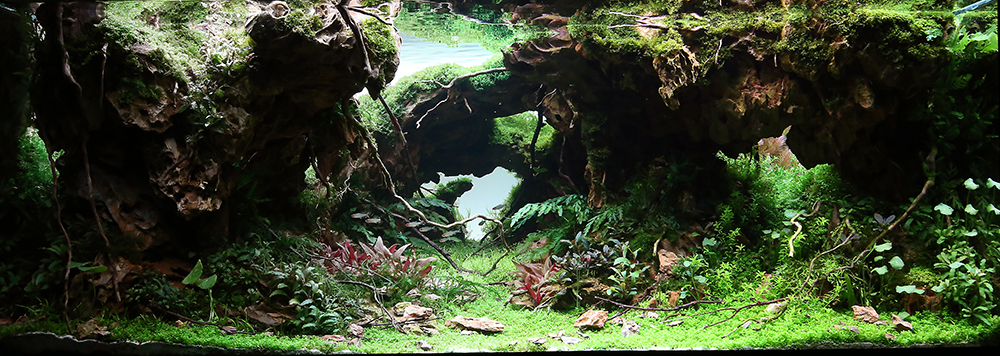

## 학력
- 광동고등학교 졸업
- SASADA 의상디자인

## 가족 관계
- 부   : 조영산
- 모   : 최선미
- 자매 : 3녀 중 차녀
- 남편 : 최범진 (건강관리사)

## 수상
- 2022 KIAC 12위
- 2022 IAPLC 52위
- 2019 KAPS 수초 디스플레이 부문 대상 (해수부장관)
- 2021 IAPLC 월드랭킹 102위
- 2021 KAC 11위
- 2020 KAC 특별상
- 2019 KAC 특별상

## 전시
- 2021 인터랙티브 미디어아트 [빛속으로] 展, 인천서구문화회관 아트갤러리

## 관련 기사 및 방송
- 취미로 먹고 산다-시즌3 [아쿠아스케이퍼 조재선, 조진선]